# 埃爾茲科納 (明尼蘇達州)
埃爾茲科納（英語：Eldes Corner）是位於美國明尼蘇達州聖路易斯縣米德韋鎮區的一個非建制地區。

## 地理
埃爾茲科納所處的海拔為高於海平面354米（即1161英呎），而該地所採用的時區為UTC-6，即北美中部時區（CST）。同時該地設有夏令時間，為UTC-6調快一小時，即UTC-5（CDT）。